# Tahiti International 2012
Die Tahiti International 2012 als offene internationale Meisterschaften von Französisch-Polynesien im Badminton fanden vom 19. bis zum 22. April 2012 in Punaauia statt.

## Austragungsort
- Punaauia, Halle des Sports UPF

## Sieger und Platzierte
| Disziplin    | Gold                     | Silber                      | Bronze                         |
| ------------ | ------------------------ | --------------------------- | ------------------------------ |
| Herreneinzel | Tan Chun Seang           | Misha Zilberman             | Bjorn Seguin                   |
| Herreneinzel | Tan Chun Seang           | Misha Zilberman             | Nelson Oon                     |
| Dameneinzel  | Michelle Li              | Nicole Grether              | Rena Wang                      |
| Dameneinzel  | Michelle Li              | Nicole Grether              | Michelle Chan                  |
| Herrendoppel | Adrian Liu Derrick Ng    | Ross Smith Glenn Warfe      | Thomas Rouxel Yoann Turlan     |
| Herrendoppel | Adrian Liu Derrick Ng    | Ross Smith Glenn Warfe      | Tom Armstrong Tjitte Weistra   |
| Damendoppel  | Eva Lee Paula Obanana    | Alexandra Bruce Michelle Li | Amanda Brown Kritteka Gregory  |
| Damendoppel  | Eva Lee Paula Obanana    | Alexandra Bruce Michelle Li | Nicole Grether Charmaine Reid  |
| Mixed        | Ross Smith Renuga Veeran | Derrick Ng Alexandra Bruce  | Glenn Warfe Leanne Choo        |
| Mixed        | Ross Smith Renuga Veeran | Derrick Ng Alexandra Bruce  | Rodrigo Pacheco Claudia Rivero |